# Rose Mead
Emma Rose Mead, née le 4 décembre 1867 et morte fin mars 1946, est une portraitiste d'origine britannique. Durant sa carrière, elle expose ses œuvre à l'exposition d'été de la Royal Academy. Mead est aussi une collègue du peintre britannique Augustus John. Artiste prolifique, elle s'essaye dans plusieurs domaines de la peinture : elle réalise paysages, scènes de rue, natures mortes et études pour fleurs à côté de ses portraits, peignant aussi bien des huiles sur toiles que des aquarelles sur papier.    

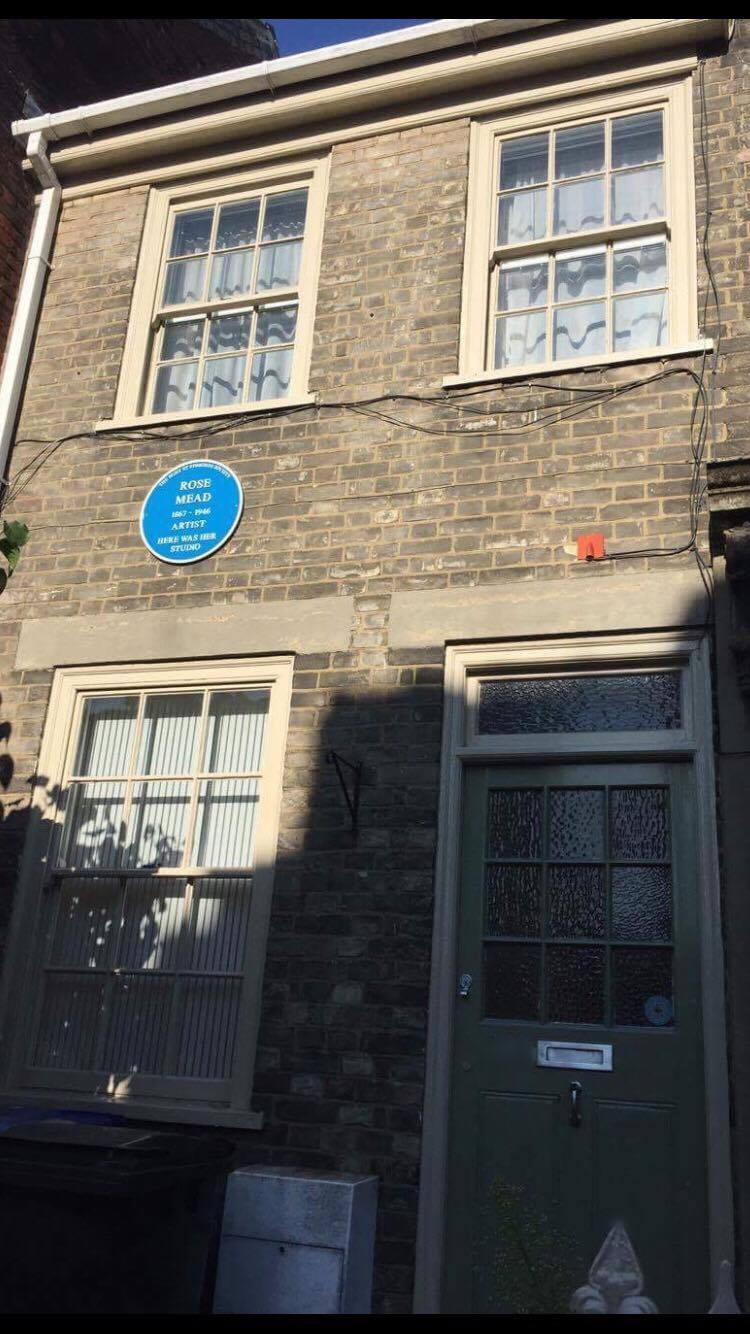
La maison où vivait l'artiste Rose Mead était située à Bury St Edmunds en Angleterre.

## Galerie

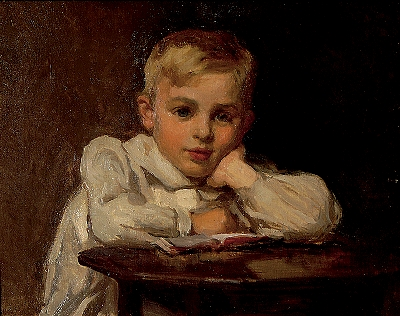
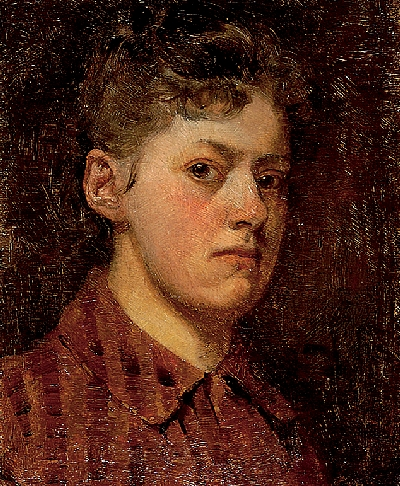
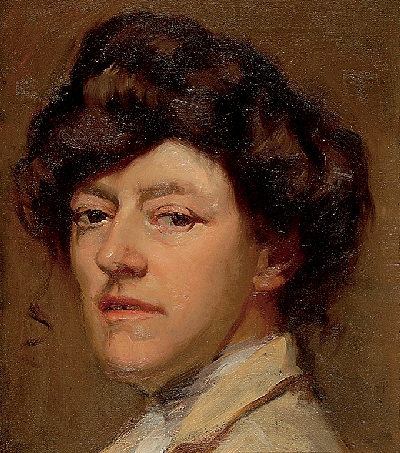
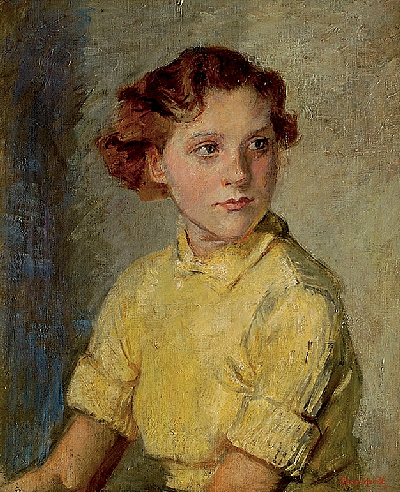
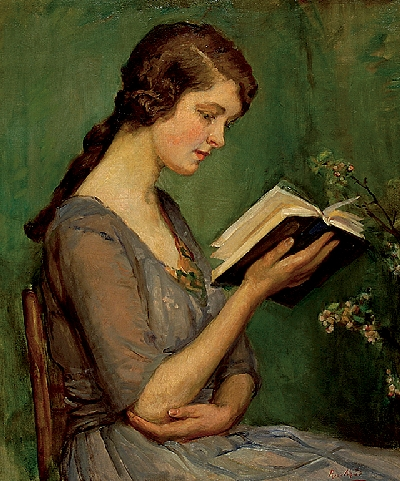